# Mysteriet om Herr Länk
Mysteriet om Herr Länk (engelska: Missing Link) är en amerikansk stop-motion-animerad äventyrsfilm från 2019 i manus skrivet och regi av Chris Butler. Filmens röstskådespelare Hugh Jackman, Zoe Saldana, David Walliams, Stephen Fry, Matt Lucas, Timothy Olyphant, Amrita Acharia, Ching Valdes-Aran, Emma Thompson, och Zach Galifianakis.

## Rollista
| Roll                | Originalröster    | Svensk röster     |
| ------------------- | ----------------- | ----------------- |
| Herr Susan Länk     | Zach Galifianakis | Ola Forssmed      |
| Sir Lionel Frost    | Hugh Jackman      | David Hellenius   |
| Adelina Fortnight   | Zoë Saldaña       | Pernilla Wahlgren |
| Lord Piggot-Dunceby | Stephen Fry       | Adam Fietz        |
| Den Äldre           | Emma Thompson     | Lill Lindfors     |
| Willard Stenk       | Timothy Olyphant  | Dick Eriksson     |
| Ama Lahuma          | Amrita Acharia    | Ayla Kabaca       |
| Herr Collick        | Matt Lucas        | Steve Kratz       |
| Gamu                | Ching Valdes-Aran | Annica Smedius    |
| Herr Lemuel Lint    | David Walliams    | Oscar Harryson    |